# Kibaropsis caledonica
Kibaropsis caledonica là một loài thực vật có hoa trong họ Monimiaceae. Loài này được (Guillaumin) J. Jeremie miêu tả khoa học đầu tiên năm 1977.